# Мінсомон
Мінсомон (Ментсомвун, Мін Со Мван) (бірм. နရမိတ်လှ မင်းစောမွန်; 1380/1381 — 9 травня 1433) — останній незалежний володар араканської держави Лемро в 1404—1406 роках (як Сомон III) і 1-й правитель держави М'яу-У в 1429—1433 роках. Відомий також як Сулеймен-шах.

## Життєпис
Походив з династії Лаунггьєт. Син принца Разату та принцеси (со) Н'єтхтва. Народився 1380 або 1381 року отримавши ім'я Нарамейхла. Здобув гарну буддистську освіту, рано долучився до державних справ, коли 1394 року його батько став правителем Лемро. Був учасником боротьби з іншим претендентом Сітабіном II. Відігравав важливу роль при дворі за свого стрийка Тейнхатху, що посів трон 1401 року.
1404 року після смерті стрийка стає правителем держави, взявши ім'я Мінсомон. Невдовзі Лемро стала приводом до 40-річної війни між Авою і Гантаваді, що тривалий час ще до того боролися за владу в Аракані. 1406 року проти Мінсомона, що став спиратися на Гантаваді, виступило військо Ави. Правитель Лемро зазнав поразки, новим володарем став протеже Ави — Анаврахта. Сам Мінсомон втік до Бенгальського султанату.
У самому Лемро точилася війна, внаслідок чого держава опинилася розділеною на дві частини. Сам Мінсомон вступив на службу до султана Джалал-ад-Діна Мухаммад-шаха, де здобув військовий досвід, зрештою увійшовши до почту останнього. У 1429 році за допомогою султанських військ після декількох спроб відвоював Лемро в Ави. Втім південна територія залишилася під владою Гантаваді. 1430 року з метою зміцнення свого становища переніс столицю до м. М'яу-У, від якого отримала назва династія й держава.
Решту життя присвятив економічному та військовому зміцненню, залишаючись васалом Бенгальського султанату. Розпочав карбувати срібні монети за бенгальським зразком. Водночас дозволив поширення ісламу в своїх землях. Помер 1433 року. Йому спадкував молодший брат Мінхаї.